# Taxe soda

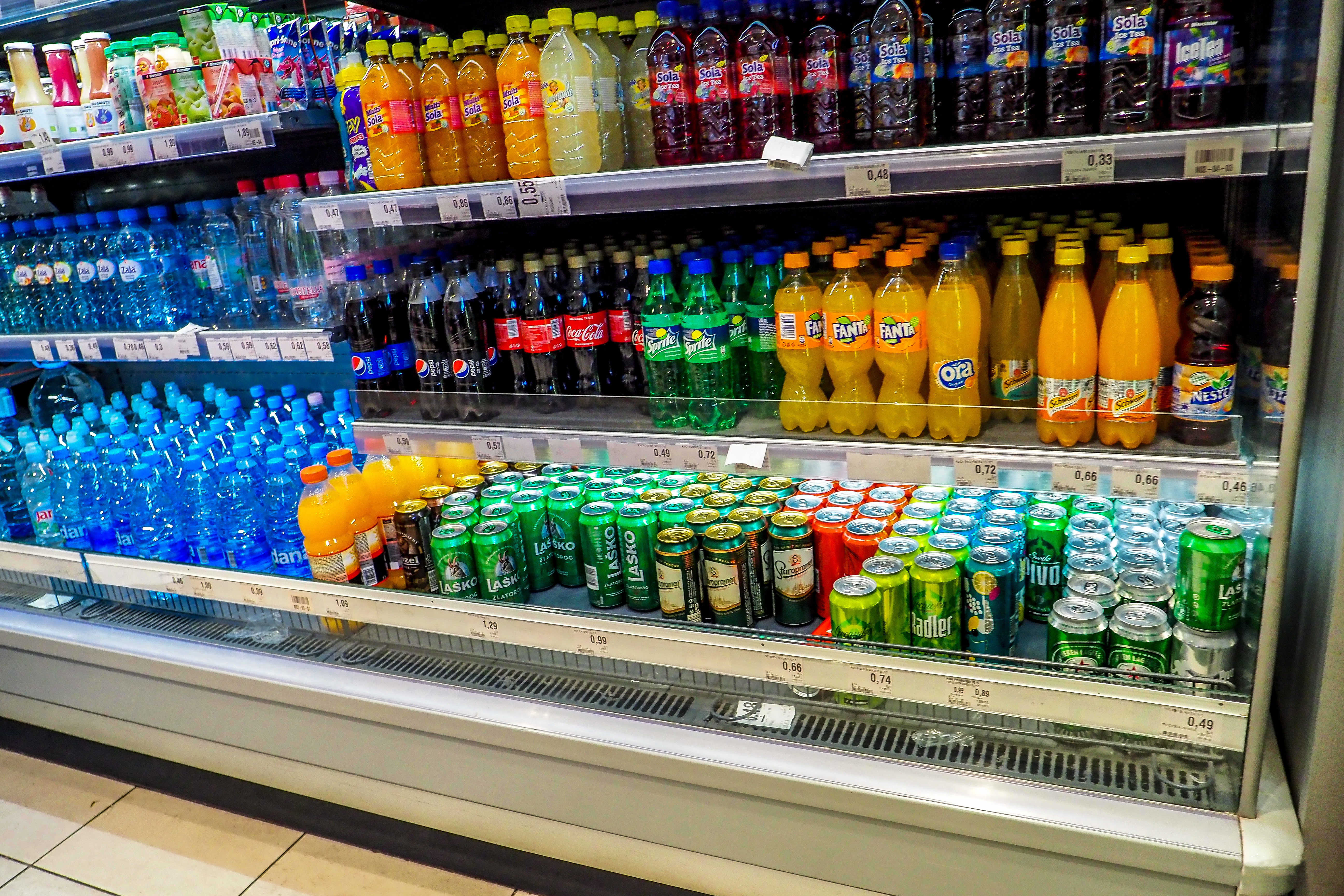
Rayon Boissons d'un super-marché, présentant de nombreuses boissons contenant des sucres ajoutés.

Une taxe soda est une taxe (ou contribution) imposée par un État sur des boissons sucrées dans le but d'inciter les consommateurs à réduire leur consommation de sucre raffiné délétère pour la santé. La consommation de soda ou de boissons sucrées apportant des calories vides (sucres libres) est en effet considérée comme facteur de plusieurs maladies évitables et non transmissibles (MNT) dont l'obésité, le diabète et divers problèmes cardiovasculaires.
En 2022, 108 pays avaient déjà adopté une contribution ou taxe sur les boissons sucrées, 105 de ces pays appliquant leur taxe aux boisson gazeuses sucrées (qui constituent le groupe des boissons sucrées les plus vendues), afin de réduire la consommation de ces boissons et à encourager des comportements alimentaires plus sains. En 2022, neuf pays affectaient directement cette recette fiscale à des programmes de santé, acheminant alors principalement ces fonds vers la couverture sanitaire universelle. L'OMS en 2023 encourage les juridictions à généraliser ce type de taxe et à les appliquer à tous les types de boissons contenant des sucres ajoutés « pour empêcher la substitution de la consommation de boissons taxées à des boissons non taxées contenant des sucres libres ».

## Concept
En 2023, le docteur Rűdiger Krech, directeur de la promotion de la santé à l'Organisation mondiale de la santé rappelle que « Taxer les produits nocifs pour la santé permet d'améliorer la santé des populations. Cela a un effet d'entraînement positif sur l'ensemble de la société : moins de maladies et de débilités et des recettes pour les gouvernements afin de fournir des services publics ». « Les études montrent que la taxation de l'alcool et des boissons gazeuses sans alcool contribue à réduire la consommation de ces produits et incite les entreprises à fabriquer des produits plus sains. Parallèlement, les taxes sur ces produits contribuent à prévenir les blessures et les maladies non transmissibles telles que certains cancers, le diabète et les maladies cardiaques »,.
La taxe soda existe au moins dans 108 pays en 2023, s'inscrivant progressivement dans le paysage des politiques nutritionnelles et de santé publique. Les pouvoirs publics cherchent par ce moyen à diminuer l'incidence de l’obésité dans la population générale (et chez l'enfant/adolescent en particulier),, améliorer la santé cardiovasculaire de la population, éviter d'autres maladies évitables liées à l'excès de sucre, et plus généralement d'améliorer la santé publique.
Elle a par exemple été votée, sous forme de contribution et d'accises, en France et en Belgique. Elle est entrée en vigueur le 1er janvier 2012 en France, et le 1er janvier 2016 en Belgique.
Les autorités publiques et sanitaires françaises tentent aini de promouvoir une alimentation équilibrée et mettent en place le Programme national nutrition santé (PNNS) depuis 2001. Le problème majeur lié à la consommation excessive de sodas est le coût croissant pour la sécurité sociale de la morbidité, mortalité et des soins-médicaux prodigués aux consommateurs dont la santé s'est dégradé en raison de la consommation de boissons sucrées, source de maladies métaboliques dont obésité, diabète, et problèmes dentaires (carie dentaire mais pas uniquement), et cardiovasculaires, ainsi que d'addiction à certains aliments sucrés, à cause du sucre contenu en grande quantité par la plupart des sodas.
Cette politique est encouragée par l'Organisation mondiale de la santé dans un rapport en 2016 concernant les politiques fiscales incitatives en matière d’alimentation et de prévention des maladies non transmissibles. Ce rapport suggère le recours à des mesures fiscales pour prévenir le diabète, l'obésité, et les maladies cardiovasculaires, en forte croissance dans le monde. Cependant, note l'OMS (2023) : « les taxes existantes diffèrent considérablement en termes de conception et de niveau, et nombre d’entre elles ne sont pas optimisées pour atteindre les objectifs de santé publique ».
Ce rapport conclut que « les droits d’accise sur les boissons sucrées ne sont pas actuellement utilisés à leur plein potentiel. Les pays devraient chercher plus systématiquement à améliorer la politique fiscale et à augmenter les taxes afin de rendre les boissons sucrées moins abordables afin de réduire efficacement la consommation et de prévenir et de contrôler les maladies non transmissibles liées à l'alimentation, notamment l'obésité et la carie dentaire ». L'OMS recommande aux pays dotés d’une capacité administrative fiscale suffisamment forte de  taxer les boissons à hauteur de leur teneur en sucre libre, « car cela peut encourager les consommateurs à remplacer les boissons par des alternatives à plus faible teneur en sucre et inciter l’industrie à reformuler les boissons pour en contenir moins. ». En 2022, neuf pays affectent directement ces recettes à des programmes de santé, acheminant principalement des fonds vers la couverture sanitaire universelle.
Un sondage Gallup fait à la demande de l'OMS et Bloomberg Philanthropies, a montré que la plupart des interrogées, dans tous les pays, étaient favorables à une augmentation des taxes sur les produits malsains tels que l'alcool et les boissons gazeuses sans alcool.

## Dans le monde
En 2023, selon un rapport OMS (2023) d'évaluation mondiale des taxes appliquées aux boissons sucrées, 108 pays (et diverses autres juridictions, dont des communes américaines et la nation Navajo, par exemple) ont déjà adopté un contribution ou taxe sur tout ou partie des boissons contenant du sucre ajouté, soit 40 pays de moins que les 148 États qui appliquent des droits d'accises sur tout ou partie des boissons alcoolisées vendues sur leur territoire. Cependant le niveau de taxation est moindre que pour les alcools ou le tabac : en 2023, selon l'OMS, les droits d'accise (taxes affectées à un produit de consommation spécifique), ne représentent en moyenne que 6,6 % du prix des sodas dans le monde et à appliquer ces taxes à tous les types de boissons contenant des sucres ajoutés « pour empêcher la substitution de la consommation de boissons taxées à des boissons non taxées contenant des sucres libres ».
Les opposants à cette contribution/taxe ont d'abord argué qu'elle serait inefficace et qu'il s'agissait plus d'un moyen pour les États de financer leurs budgets nationaux qu'un réel moyen d'améliorer la santé des gens, mais les analyses scientifiques et des articles de presse montrent que la motivation première est bien de réduire la consommation de ces boissons et à encourager des comportements alimentaires plus sains.
En 2022, une étude rétrospective pluridisciplinaire (baptisée Soda-Tax, faite par l'École des hautes études en santé publique, à partir du moteur de recherche Europresse) a étudié 470 articles de presse sur le sujet Taxe soda parus entre 2011 et 2020 ; elle a mis en évidence pour l'Europe trois « pics » d'intérêt des médias correspondant respectivement aux trois périodes suivantes : août-décembre 2011 ; avril-août 2016 et août-décembre 2017, et elle montre des contenus indiquant un « recentrage de la taxe soda sur ses objectifs de santé publique plutôt que sur des considérations budgétaires, avec l'intention de faire évoluer la qualité de l’offre de boissons et non seulement les comportements des consommateurs ». Le contenu de ces article converge vers les recommandations internationales.

### Belgique
La taxation des boissons sucrées, introduite par le gouvernement Michel, se fait sous la forme d'une augmentation des accises existant déjà sur les boissons sucrées et qui étaient de 0,0474 euros par litre contre 0,0495 euros par litre pour les eaux, taxées davantage jusqu'alors.
Début 2016, les accises sur les boissons sucrées sont donc augmentées à 0,068133 euros par litre dans le cadre de l'instauration de cette « taxe »,. Elles sont à nouveau augmentées début 2018 pour atteindre 0,119233 euros par litre.

### Royaume-Uni
En 2024, La taxe soda britannique avait déjà permis une réduction de 30 grammes de sucre par ménage et par semaine (4 fois plus qu'en France).

### France
En France, la taxe soda ou taxe boissons sucrées est une proposition fiscale du gouvernement Fillon introduite dans le projet de loi de finances pour 2012.
Cette nouvelle « contribution sur les boissons contenant des sucres ajoutés » (€ 7,16 centimes par litre pour les boissons avec sucres ajoutés et artificiellement édulcorées), « vise, en augmentant le prix de ces produits, à dissuader le consommateur et à l'orienter vers d'autres types de boissons ». L'année précédente (2011), l'État a estimé les recettes fiscales liées à cette taxe à 120 millions d'euros par an, au profit de la Caisse nationale de l'assurance maladie. À la suite de l'augmentation de la taxe par amendement, le surplus est affecté au budget général et destiné au « secteur agricole ». Mais avec le temps l'enjeu de santé publique devient prédominant, conduisant à une révision.
En 2024, l'Assemblée nationale a voté une simplification et un renforcement de cette taxe (ainsi qu'un amendement proposant d'aussi taxer les sucres ajoutés dans les produits alimentaires transformés, contre l’avis du gouvernement).
Outre cette taxe, d'autres actions ont été mises en place par l'État pour réduire la surconsommation de boissons sucrées et édulcorées comme un arrêté en date du 18 janvier 2017 relatifs à l'interdiction de la mise à disposition de sodas à volonté, gratuite ou pour un prix forfaitaire.

#### Dispositif fiscal
Le dispositif fiscal est introduit par la loi no 2011-1977 du 28 décembre 2011 de finances pour 2012, et crée les articles 1613 ter et quater du code général des impôts, relatifs respectivement aux boissons sucrées et à celles contenant d'autres édulcorants,. La taxe, initialement fixée à 7,16 centimes par litre pour les deux catégories de boissons, augmente ensuite progressivement selon l'indice des prix à la consommation hors-tabac. À partir de juillet 2018, elle fait place à un barème basé sur le taux de sucre, tandis que la taxe sur les boissons contenant seulement des édulcorants est sensiblement abaissée. Dans sa version finale, la taxe concerne les boissons et préparations liquides pour boissons contenant des sucres ou édulcorants ajoutés, à l'exception des laits infantiles et des produits de nutrition entérale.
En février 2025, dans le cadre du vote du budget de la sécurité sociale, l'Assemblée nationale a adopté un texte devant faire évoluer la fiscalité sur les sodas, en créant trois tranches d’imposition de la taxe, au lieu d'un barème progressif par palier de dix grammes par litre, ; cette évolution s’inspire de la taxe britannique qui a été quatre fois plus efficace que la taxe française homologue.

### Mexique
Mise en place au Mexique le 1er janvier 2014, la taxe a un impact évalué par une étude réalisée par des chercheurs de l’Université de Caroline du Nord et de l’Institut national de santé publique mexicain : la consommation des boissons sucrées a diminué de 6 % en moyenne sur l'année 2014.

## Effets

### Impact sur les prix
Avant la mise en place de la mesure en France, l'augmentation du prix de vente estimée allait jusqu'à 35 % selon La Tribune. L'entrée en vigueur de la taxe soda a entraîné une hausse des prix de vente allant jusqu'à 25 % pour les marques de distributeurs, entre 4 et 9 % selon les produits pour les boissons de la marque Coca-Cola.

### Impact sur la consommation
En France, une baisse des ventes de sodas sucrés gazeux de 4 % a été observée début 2013, contre une croissance attendue de 2 %.